# مطار بوحصا
مطار بوحصا (إيكاو: OMAB) هو مطار بترولي خاص صغير تديره شركة أبو ظبي للعمليات النفطية البرية ويخدم حقل النفط في منطقة بوحصا ، أبو ظبي ، الإمارات العربية المتحدة .